# タツィオ・ヌヴォラーリ
タツィオ・ジョルジョ・ヌヴォラーリ（Tazio Giorgio Nuvolari, 1892年11月16日 - 1953年8月11日）は、イタリア出身のレーサー。故郷マントヴァにちなみ、「空飛ぶマントヴァ人」（伊: Il Mantovano Volente、英: Flying Mantovan）の異名をとった名ドライバーである。
獲得した主要タイトルは、1925年度モーターサイクル350ccクラス・ヨーロッパチャンピオン、1932年度ヨーロッパ・ドライバーズ選手権チャンピオン。

## 経歴

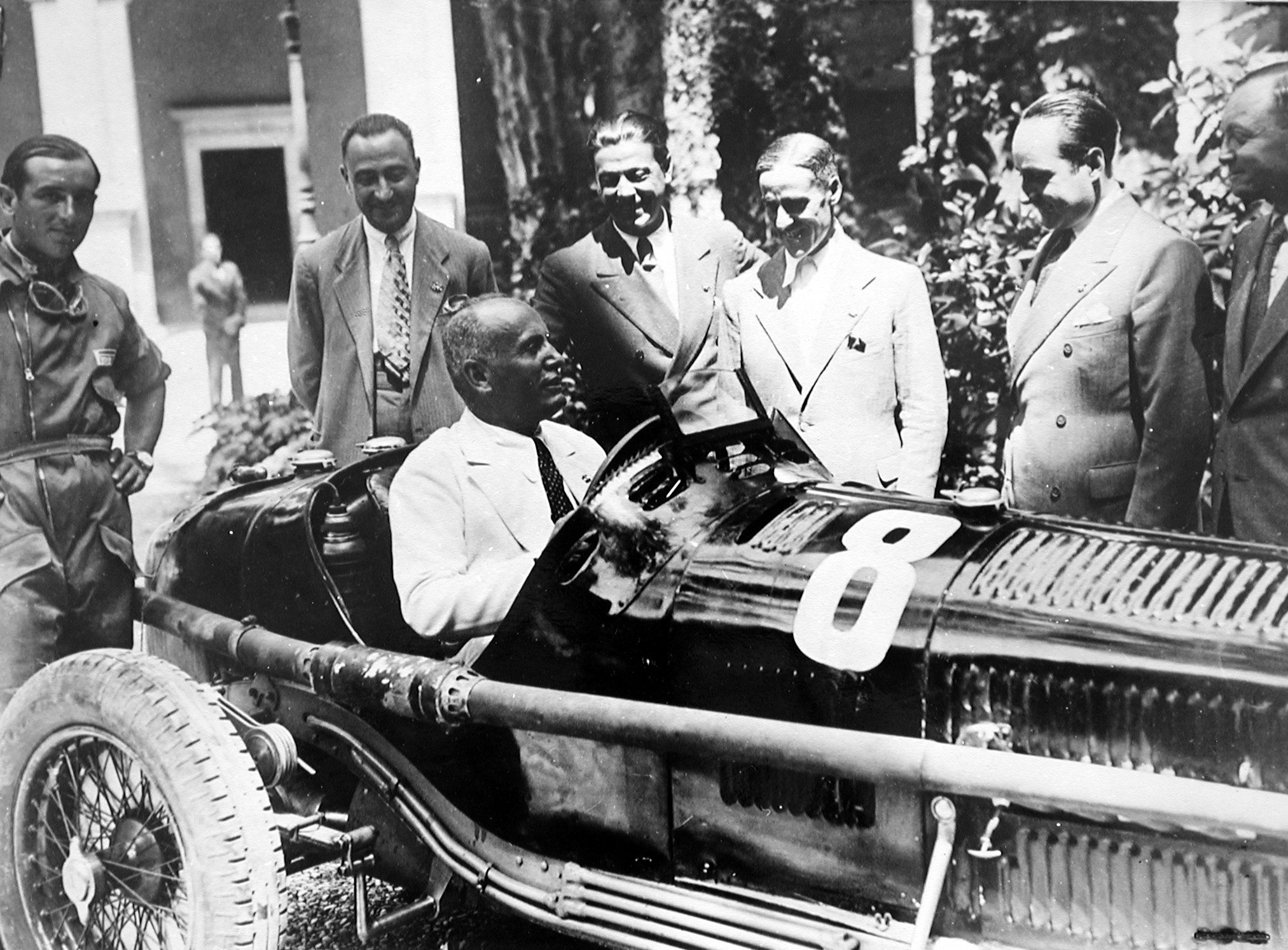
タツィオ・ヌヴォラーリ（後列中央）のアルファ・ロメオに乗るベニート・ムッソリーニ

1892年、マントヴァ県のカステル・ダーリオに生まれる。父親のアルトゥーロとおじのジュゼッペはともにバイクレーサーで、特にジュゼッペはイタリア国内選手権のチャンピオンでもあった。1904年にはブレシアのサーキットで初めて4輪レースを観戦している。こうした環境から、ヌヴォラーリは幼少期からモータースポーツを志すようになる。
1915年にバイクレースのライセンスを取得するが、折しも第一次世界大戦の最中であったため、陸軍に徴兵される。復員後から再びバイクに乗り、1920年に初めてバイクレースに参加、翌1921年には初の4輪レースも経験し、いきなり2位に入る健闘を見せた。バイクレースで勝利を重ねる中、1924年に行われた4輪レースで盟友エンツォ・フェラーリと邂逅。1925年からはビアンキ・350を駆って2輪のイタリアグランプリで3連覇するなどビッグレースでの勝利を重ね、イタリアでは「バイクレースのチャンピオン」として一躍有名人となった。
1927年にブガッティ・タイプ35を購入し、4輪レーシングチームであるスクーデリア・ヌヴォラーリを設立、本格的に4輪へ転向する。しかし、1929年に資金不足によりチームは解体。このとき、ドライバーのひとりだったアキーレ・ヴァルツィと喧嘩別れしてしまい、このことが1935年ドイツグランプリの伝説に少なからず影響を与える。
1930年にアルファロメオのワークスチームであるアルファ・コルセに加入。1933年にアルファロメオがレーシングチームを手放しスクーデリア・フェラーリが結成されると、ヌヴォラーリは引き続きドライバーとして在籍した。アルファロメオ製のレーシングカーを駆り、タルガ・フローリオ、ミッレミリア、コッパ・チアーノなどの国内メジャーレースや、各国のグランプリレース、ル・マン24時間レースなどで多くの勝利を挙げ、国民的人気ドライバーとなった。しかし、ヌヴォラーリはアルファロメオのマシンの性能に不満を持っており、1935年にはアウトウニオンに加入するために一度チームを去ったこともあった。
1937年は新車アルファロメオ・12Cの信頼性の低さに失望し、ポー・グランプリでの出火で火傷を負ったことによって不満は爆発。ヌヴォラーリは引退を表明しアメリカで休暇を過ごすようになる。そこへエースドライバーを求めるアウトウニオンがコンタクトを取り、ヌヴォラーリはこれを了承。引退を撤回してレースに復帰し、1938年のイタリアグランプリを含む3度の優勝を飾った。1939年のベオグラードグランプリでの勝利は、第二次世界大戦勃発前のヨーロッパにおける最後のグランプリレースであり、アウトウニオンにとっては最後のレース、および最後の勝利となった。
ヌヴォラーリの走りは勇猛果敢で、常に全力疾走でサーキットを駆け抜けた。特にフェラーリ時代は性能の劣るアルファロメオ製マシンにも悩まされたが、常に勝負を諦めない姿勢や、性能差をひっくり返して勝ってしまう実力は多くの人々を感動させ、イタリア国民はもちろん国外にも多数のファンがいた。マシンの性能を上回るタイムを叩き出すドライビングテクニックは神懸り的とも悪魔的とも評され、性能の劣るマシンや悪路など困難な条件であるほど冴え渡った。
風貌も独特で、験担ぎに黄色のシャツと、詩人ガブリエーレ・ダンヌンツィオから贈られた金色の亀のブローチを身につけてレースに臨んだ。パワーアシストがなく大柄なドライバーが多かった時代にあって身長は162cmとかなり小柄だった。無骨な顔つきは「馬面」もしくは「皮面」と呼ばれた。エンツォ・フェラーリやヴィットリオ・ヤーノなど、実際に走りを見た多くの人々がヌヴォラーリこそ史上最高のレーシングドライバーであると確信し、後年も度々その名を挙げてドライバーの理想像を語っていた。

## 伝説のドイツグランプリ
ヌヴォラーリが記録した勝利の中でも、1935年にニュルブルクリンクで行われたドイツグランプリでの勝利は、モータースポーツ史に残る快挙として語られている。当時のレース界はファシズム国家の国威発揚に利用されており、とりわけドイツは自国の工業技術の優秀さを誇示するため、メルセデス・ベンツとアウトウニオンのワークスチームを強力に支援していた。
イタリアもムッソリーニ政権の威信を賭けアルファロメオの正規チームスクーデリア・フェラーリが対抗したが、名車P3をもってしてもドイツ勢にまったく歯が立たず、連敗を喫していた。
後に「メルセデスの年」と呼ばれる1935年、ヌヴォラーリはアルファロメオ製のマシンの性能の低さに不満を持っており、アウトウニオンに加入するためにフェラーリを辞めた。しかし、アウトウニオンにはヌヴォラーリのライバルだったアキーレ・ヴァルツィがおり、彼がヌヴォラーリの加入を拒んだためアウトウニオン入りは立ち消えとなった。エンツォ・フェラーリは一度チームを去ったヌヴォラーリに不満を持っており再加入を拒んだが、ムッソリーニがエンツォを説得しヌヴォラーリは再びフェラーリでレースに出ることとなった。
このとき、フェラーリのマシンはアルファロメオ・タイプB(3.3L直列8気筒スーパーチャージドエンジン、330馬力)で、370馬力以上のハイパワーエンジンを搭載したメルセデス・ベンツ・W25やアウトウニオン・タイプBらの優勝候補と比べると相当な性能差があった。このレース以前のヨーロッパ選手権はメルセデスが3連勝しており、その他にも多数の勝利を重ねていた。
レース決勝当日の7月28日、雨のニュルブルクリンクに30万人ものドイツ人観衆が集まった。投票によって決定されるスターティンググリッドでは、ヌヴォラーリは2番手を獲得。スタートは失敗したものの、雨で濡れた路面に苦戦するドライバーを尻目に、10周目にはレースをリードしていた。
レース中盤、トップでピットインした際に燃料ポンプの破損によって2分以上ロスしてしまう。6位でピットアウトしたヌヴォラーリは猛烈なペースアップを開始し、2分以上あったトップとの差を最終周には35秒差まで詰める。これに焦ったトップのマンフレート・フォン・ブラウヒッチは無理なペースアップを図るも、タイヤをバーストさせてずるずると後退。ついにヌヴォラーリが大逆転勝利を達成した。ノントラブルで走りきった2位のハンス・スタックにさえ2分以上の大差がついており、いかに驚異的なハイペースで走行していたかがわかる。
衝撃的なレースに大観衆は静まり返ったが、やがて英雄の勝利を讃える拍手がサーキットに広がった。レースを観戦していたナチス高官はこの結果に激怒したという。大会役員は表彰台でかける国歌のレコードを自国のものしか用意しておらず、ヌヴォラーリが持参していたレコードでイタリア国歌が流れることになった。
この逆転劇は、1957年のF1ドイツグランプリでのファン・マヌエル・ファンジオの勝利とともに、ニュルブルクリンクの名勝負として語られている。

## その他の伝説
- 初めて自動車を走らせたのは1905年で、夜に父親の車をこっそり持ち出して練習した。なお、バイクはその前年におじのジュゼッペの勧めで乗ったという。
- 1925年、フランスグランプリにおける事故でエースドライバーのアントニオ・アスカリを失ったアルファロメオは新たなドライバー候補としてヌヴォラーリをテストした。ヌヴォラーリは初めて走るサーキット・初めて走るクルマで5周走っただけで、アスカリのラップタイムとほぼ同タイムを叩き出したが、6周目にギアボックストラブルによってクラッシュしてしまい、背中に全治1ヵ月の重症を負う。しかしその6日後、病院を抜け出し、包帯を巻いたままバイクに跨って大雨のイタリアグランプリで優勝した。
- 1926年はバイクレースで3度もの大事故に見舞われた。シュトゥットガルトでのレースで大怪我を負った際はドイツの新聞に死亡記事を書かれた。
- 1930年、ダンドナルドの市街地コースで行われたRACツーリスト・トロフィーにて、とあるドライバーが肉屋のガラスを壊してしまったのを見たヌヴォラーリは、歩道に乗り上げてハムを掴もうとした。ヌヴォラーリはジョーク好きで、このような突飛な行動に出ることもしばしばあったという。
- 1930年のミッレ・ミリアでは、夜間走行中、先行車に気づかれないようヘッドライトを消して追走し、抜き去って優勝した。
- 1932年のタルガ・フローリオでは、重心を下げる目的で同乗するメカニックをマシンの床に寝かせて走り、圧倒的な速さで優勝した。
- 1934年、豪雨の中で行われたアレッサンドリアでのレースで大クラッシュし、左足に大怪我を負う。しかし、入院生活に飽き、4週間後にはアヴスでのレースにエントリー。左足でクラッチを操作できなかったので、右足で操作できるよう特別に改造したマシンで参戦した。レースでは足の痛みに苦しめられたが、マシントラブルが起きるまで決してマシンを降りようとはしなかった。
- 1936年のトリポリグランプリでは、練習走行中に大クラッシュし、脊椎を損傷した。しかし、翌日には痛みに耐えながらレースに出場し、8位でフィニッシュした。
- 1937年、チェコスロバキアのブルノグランプリでは、左後輪がパンクしたまま3輪走行を続けて優勝した。
- 1946年のブレッツィ杯では、走行中にステアリングが突然脱落するも、外れたステアリングを片手に持ち、別の手でスパナをステアリングコラムに差し込んで操舵し走り切った。
- 1946年のミランでのレースでは、走行中に吐血。しかし片手でハンカチを持って口を覆い、残りのレースのほとんどをもう一方の手だけで走り切った。
- 1948年のミッレミリアでは、マシンからフェンダーやボンネットが脱落しながらも力走を続けた。トップを守りながらもサスペンション故障で力尽きたが、自身最後の伝説を残した。

ただし、数多い伝説の中には、ヌヴォラーリの走りに興奮したイタリアのマスコミが誇張して伝えたものもある。1930年ミッレミリアの真相として、夜明け間近でヘッドライトが必要なかったとも言われる。

## 死去
晩年は健康状態が悪化し、正式な引退は表明しなかったものの、1950年4月以降、レースに参加していない状態だった。1952年には、脳梗塞を起こし、一命は取り留めたものの片麻痺状態となった。そして1年後の1953年8月、再び脳梗塞を起こし死去。60歳だった。
葬儀には25000人（55000人とも）以上が参加し、その葬列が数キロに及んだとも言われる。またファン・マヌエル・ファンジオ、アルベルト・アスカリ、ルイージ・ヴィッロレージが護衛車に同乗した。自身は黄色いセーターに茶色の革ベスト、そして青いズボンという、レースの際に着用していたスタイルで埋葬された。

## グラン・プレミオ・ヌヴォラーリ
ヌヴォラーリの死後、その功績を讃えてミッレミリアの走行ルートが生地マントヴァを通過するよう変更された。クレモナを出発しマントヴァを経て最終地点のブレシアに到着するこの区間で最速タイムを記録したドライバーには、グラン・プレミオ・ヌヴォラーリ（Gran Premio Nuvolari ）が授与された。この賞はミッレミリアが廃止される1957年まで4年間続いた。
年度別受賞者
- 1954年 - アルベルト・アスカリ（ランチア・D24）
- 1955年 - スターリング・モス （メルセデス・ベンツ・300SLR）
- 1956年 - エウジェニオ・カステロッティ（フェラーリ・290MM）
- 1957年 - オリヴィエ・ジャンドビアン （フェラーリ・250GT）

1991年より、グラン・プレミオ・ヌヴォラーリはヒストリックカーレースとして復活した。マントヴァをスタート/ゴール地点としてヴィアレッジョ、リミニなどの都市を巡るルートで行われている。

## レース戦績

### 主な勝利
| 年     | 開催地／大会名                                        | 車両                                |
| ------ | ----------------------------------------------------- | ----------------------------------- |
| 1924年 | サヴィオ・サーキット                                  | キリビリ・モンツァ (1.5L)（英語版） |
| 1924年 | ポレージネ・サーキット                                | キリビリ・モンツァ (1.5L)（英語版） |
| 1924年 | ティグリオ・サーキット                                | ビアンキ・20 (2L)                   |
| 1927年 | ローマグランプリ（英語版）                            | ブガッティ・T35                     |
| 1927年 | シルクイート・デル・ガルダ（英語版）                  | ブガッティ・T35C                    |
| 1927年 | トリポリグランプリ（英語版）                          | ブガッティ・T35C                    |
| 1928年 | ポッツォ・サーキット                                  | ブガッティ・T35C                    |
| 1928年 | アレッサンドリア・サーキット                          | ブガッティ・T35                     |
| 1930年 | ミッレミリア                                          | アルファロメオ・6C（英語版）        |
| 1931年 | タルガ・フローリオ                                    | アルファロメオ・8C 2300 Monza       |
| 1931年 | コッパ・チアーノ（英語版）                            | アルファロメオ・8C 2300 Monza       |
| 1932年 | モナコグランプリ                                      | アルファロメオ・8C 2300 Monza       |
| 1932年 | タルガ・フローリオ                                    | アルファロメオ・8C 2300 Monza       |
| 1932年 | イタリアグランプリ                                    | アルファロメオ・タイプ B/P3         |
| 1932年 | グランプリ・ドゥ・L'A.C.F                             | アルファロメオ・タイプ B/P3         |
| 1932年 | コッパ・チアーノ（英語版）                            | アルファロメオ・タイプ B/P3         |
| 1932年 | コッパ・アチェルボ（英語版）                          | アルファロメオ・タイプ B/P3         |
| 1933年 | チュニス・グランプリ（英語版）                        | アルファロメオ・8C 2600 Monza       |
| 1933年 | アレッサンドリア                                      | アルファロメオ・8C 2600 Monza       |
| 1933年 | アイフェルレネン（英語版）                            | アルファロメオ・8C 2600 Monza       |
| 1933年 | ニームグランプリ                                      | アルファロメオ・8C 2600 Monza       |
| 1933年 | ベルギーグランプリ                                    | マセラティ・8CM（英語版）           |
| 1933年 | コッパ・チアーノ（英語版）                            | マセラティ・8CM（英語版）           |
| 1933年 | ニースグランプリ                                      | マセラティ・8CM（英語版）           |
| 1933年 | RAC・ツーリスト・トロフィー（英語版）アーズ（英語版） | MG・K3 Magnette（英語版）           |
| 1933年 | ル・マン24時間レース                                  | アルファロメオ・8C 2300 Monza       |
| 1933年 | ミッレミリア                                          | アルファロメオ・8C 2300 Monza       |
| 1934年 | モデナグランプリ（英語版）                            | マセラティ・6C 34                   |
| 1934年 | ナポリグランプリ（英語版）                            | マセラティ・6C 34                   |
| 1935年 | ポー・グランプリ                                      | アルファロメオ・タイプ B/P3         |
| 1935年 | ベルガモ・サーキット                                  | アルファロメオ・タイプ B/P3         |
| 1935年 | ビエッラ・サーキット                                  | アルファロメオ・タイプ B/P3         |
| 1935年 | トリノ・サーキット                                    | アルファロメオ・タイプ B/P3         |
| 1935年 | ドイツグランプリ                                      | アルファロメオ・タイプ B/P3         |
| 1935年 | コッパ・チアーノ（英語版）                            | アルファロメオ・タイプ B/P3         |
| 1935年 | ニースグランプリ                                      | アルファロメオ・タイプ B/P3         |
| 1935年 | モデナグランプリ（英語版）                            | アルファロメオ・8C-35               |
| 1936年 | ペーニャ・リングランプリ（英語版）                    | アルファロメオ・12C-36（英語版）    |
| 1936年 | ハンガリーグランプリ                                  | アルファロメオ・8C-35               |
| 1936年 | ミラノグランプリ                                      | アルファロメオ・12C-36（英語版）    |
| 1936年 | コッパ・チアーノ（英語版）                            | アルファロメオ・8C-35               |
| 1936年 | モデナグランプリ（英語版）                            | アルファロメオ・12C-36（英語版）    |
| 1936年 | ヴァンダービルト杯                                    | アルファロメオ・12C-36（英語版）    |
| 1937年 | ミラノグランプリ                                      | アルファロメオ・12C-36（英語版）    |
| 1938年 | イタリアグランプリ                                    | アウトウニオン・タイプD             |
| 1938年 | ドニントングランプリ（英語版）                        | アウトウニオン・タイプD             |
| 1939年 | ベオグラードグランプリ（英語版）                      | アウトウニオン・タイプD             |
| 1946年 | アルビグランプリ（英語版）                            | マセラティ・4CL                     |
| 1947年 | ミッレミリア (Class S1.1)                             | チシタリア・202 SMM（英語版）       |

### ヨーロッパ選手権
| 年     | エントラント             | シャシー                            | エンジン                 | 1         | 2       | 3       | 4     | 5     | 6       | 7       | EDC | ポイント |
| ------ | ------------------------ | ----------------------------------- | ------------------------ | --------- | ------- | ------- | ----- | ----- | ------- | ------- | --- | -------- |
| 1931年 | SA・アルファロメオ       | アルファロメオ・Type A              | アルファロメオ 2x 3.5 L6 | ITA 1/Ret |         |         |       |       |         |         | 5位 | 13       |
| 1931年 | SA・アルファロメオ       | アルファロメオ・Monza               | アルファロメオ 2.3 L8    |           | FRA 11  |         |       |       |         |         | 5位 | 13       |
| 1931年 | SA・アルファロメオ       | アルファロメオ・8C-2300             | アルファロメオ 2.3 L8    |           |         | BEL 2   |       |       |         |         | 5位 | 13       |
| 1932年 | SA・アルファロメオ       | アルファロメオ・Tipo B/P3           | アルファロメオ 2.6 L8    | ITA 1     | FRA 1   | GER 2   |       |       |         |         | 1位 | 4        |
| 1935年 | スクーデリア・フェラーリ | アルファロメオ・Tipo B/P3           | アルファロメオ 3.2 L8    | MON Ret   | FRA Ret | BEL     | GER 1 | SUI 5 |         |         | 4位 | 35       |
| 1935年 | スクーデリア・フェラーリ | アルファロメオ・8C-35               | アルファロメオ 3.8 L8    |           |         |         |       |       | ITA Ret | ESP Ret | 4位 | 35       |
| 1936年 | スクーデリア・フェラーリ | アルファロメオ・8C-35               | アルファロメオ 3.8 L8    | MON 4     |         |         |       |       |         |         | 3位 | 17       |
| 1936年 | スクーデリア・フェラーリ | アルファロメオ・12C 1936 （英語版） | アルファロメオ 4.1 V12   |           | GER Ret | SUI Ret | ITA 2 |       |         |         | 3位 | 17       |
| 1937年 | スクーデリア・フェラーリ | アルファロメオ・12C-36 （英語版）   | アルファロメオ 4.1 V12   | BEL       | GER 4   | MON     |       | ITA 7 |         |         | 7位 | 28       |
| 1937年 | アウトウニオン・AG       | アウトウニオン・タイプC             | アウトウニオン 6.0 V16   |           |         |         | SUI 5 |       |         |         | 7位 | 28       |
| 1938年 | アウトウニオン・AG       | アウトウニオン・タイプD             | アウトウニオン 3.0 V12   | FRA       | GER Ret | SUI 9   | ITA 1 |       |         |         | 5位 | 20       |
| 1939年 | アウトウニオン・AG       | アウトウニオン・タイプD             | アウトウニオン 3.0 V12   | BEL Ret   | FRA Ret | GER Ret | SUI 5 |       |         |         | 4位 | 19       |

- 太字はポールポジション、斜字はファステストラップ。(key)

### 第二次世界大戦後のグランド・ゼプルーヴ
| 年     | エントラント                              | シャシー                   | エンジン                 | 1       | 2   | 3     | 4   |
| ------ | ----------------------------------------- | -------------------------- | ------------------------ | ------- | --- | ----- | --- |
| 1948年 | チシタリア・Spa （英語版）                | チシタリア・D46 （英語版） | フィアット 1.1 L4        | MON Ret | SUI |       |     |
| 1948年 | スクーデリア・アンブロジアーナ （英語版） | マセラティ・4CLT/48        | マセラティ 4CLT 1.5 L4 s |         |     | FRA 7 | ITA |

- 太字はポールポジション、斜字はファステストラップ。(key)

### ル・マン24時間レース
| 年     | チーム             | コ・ドライバー               | 車両                      | クラス | 周回数 | 総合 順位 | クラス 順位 |
| ------ | ------------------ | ---------------------------- | ------------------------- | ------ | ------ | --------- | ----------- |
| 1933年 | レイモンド・ソマー | レイモンド・ソマー（英語版） | アルファロメオ・8C 2300MM | 3.0    | 233    | 1位       | 1位         |